# 파야스

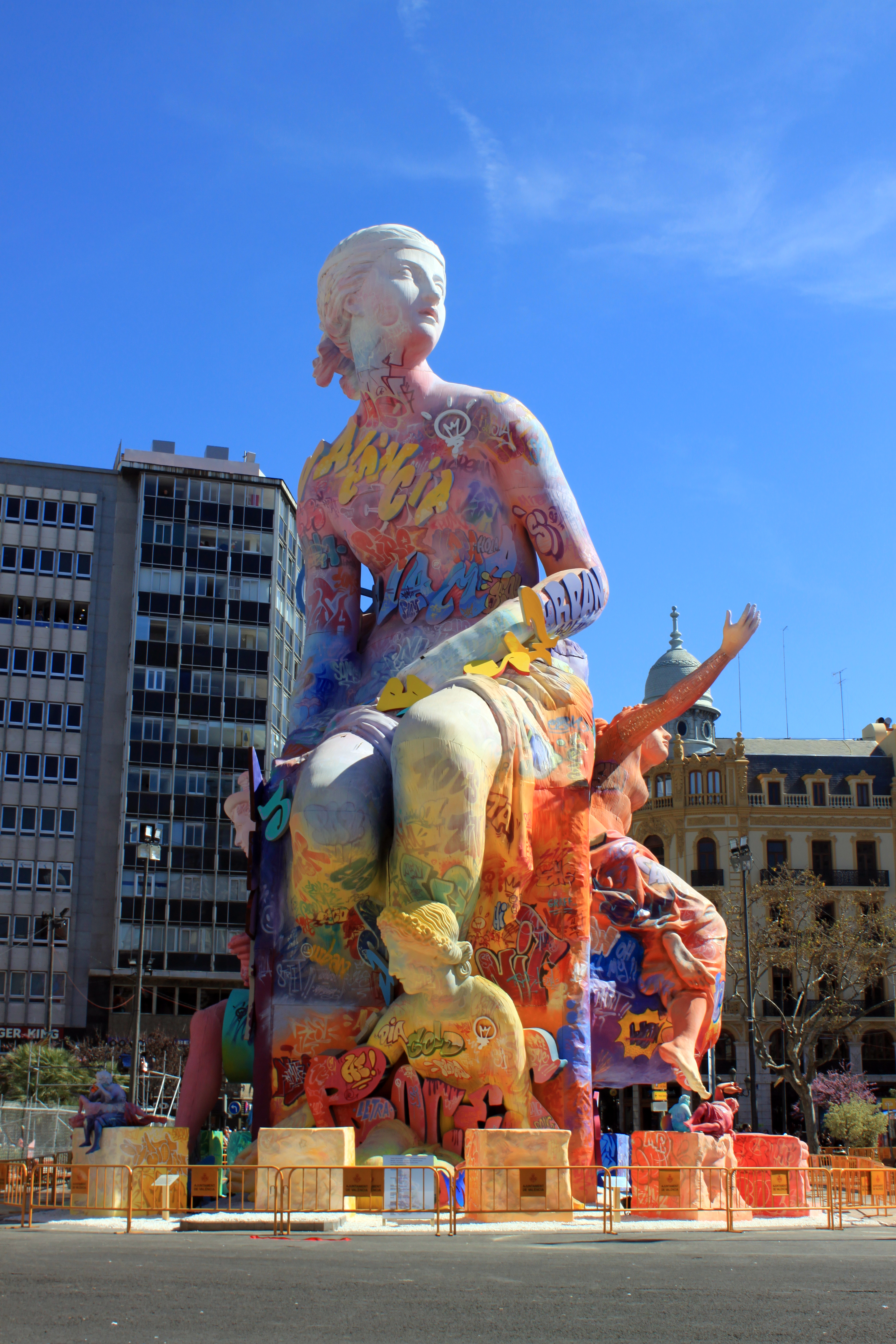
발렌시아 시청 앞 파야

파야스(스페인어: Fallas, 카탈루냐어: Falles)는 스페인 발렌시아 주 발렌시아에서 수호성인 요셉 (스페인어로는 산호세)의 축일인 3월 19일을 축하하기 위해 3월 15일부터 19일까지 개최되는 축제이다.

## 명칭과 어원
어원은 횃불을 나타내는 고전 라틴어의 "fax"에 지소사가 붙은 형태 "facla"가 속라틴어에서 "facula"가 되었고, 중세 영어에서 "falla"가 되었다.
중세 발렌시아어에서는 "falla"는 타워의 높은 위치에 배치된 횃불을 나타나는 단어가 되었다.
파야스라는 단어는 축제 자체를 가리키지만, 축제 기간 동안 발렌시아 시내에 설치되는 모형 인형도 가리킨다.

## 진행
발렌시아 뿐만 아니라 발렌시아 주의 많은 도시에서도 비슷한 축제가 열린다. 시내의 각 지구가 카살 팔레르(casal faller)라는 조직을 결성하여 기금 모금을 위해 파티와 만찬을 개최한다. 만찬에서는 발렌시아 지방의 명물인 파에야가 나오는 경우가 많다. 3월 초부터 발렌시아 시청 앞에서는 매일 오후 2시에 폭죽이 울려, 파야스에 대한 기대감이 선동된다. 각각의 카살 팔레르는 3월 15일부터 18일까지 4일간 니놋(ninot) 또는 파야(falla)라고 불리는 인형을 전시하지만, 축제의 마지막 날인 산호세의 날 (3월 19일) 그 해의 최우수작품을 제외하고 모두 태운 후 최우수작품은 박물관에 보존 · 전시된다.